# Izabal-See
Der Izabal-See (spanisch Lago de Izabal, früher auch Golfo Dulce oder Laguna de Izabal) ist der größte See Guatemalas. Der 48 km lange und an seiner breitesten Stelle bis zu 20 km breite See liegt in der Nähe des karibischen Meeres, mit der er durch den Río Dulce verbunden ist, dessen Mündung sich direkt an der Südseite von Livingston befindet.
Er liegt auf acht Meter Meereshöhe eingebettet zwischen den Gebirgen Sierra de Santa Cruz im Nordosten, der Sierra de las Minas im Südwesten und den Sierra de San Isidro im Südosten.
Die durchschnittliche Jahrestemperatur am See beträgt 25,2 Grad.

## Geographie
Der fischreiche Izabal-See hat eine Fläche von 589,6 km² und ist bis zu 18 m tief. Wichtigster Zufluss ist im Westen der Río Polochic, der 70 Prozent des Wasservolumens liefert. Der mit dem offenen Meer verbundene See hatte für die Schifffahrt und damit für den Handel schon immer eine besondere Bedeutung. Die spanischen Kolonialherren mussten sich immer wieder gegen Überfälle britischer Piraten zur Wehr setzen und bauten aus diesem Grund an einer Engstelle des Sees am nordöstlichen Ende das Castillo de San Felipe de Lara.
Der See und seine Umgebung haben heute touristische Bedeutung. Am nordwestlichen Ende des Sees liegt der Ort El Estor, von dem es die einzige Straßenverbindung nach Alta Verapaz in Zentralguatemala gibt. Einen regulären Schiffsverkehr gibt es nur von El Relleno nach Livingston, nicht jedoch über den See selbst. Die Verbindungen von Livingston über El Relleno (bzw. Castillo San Felipe) nach El Estor werden von ein paar wenigen privaten Bootsbesitzern durchgeführt.
Der Izabal-See entstand auf Grund der Plattentektonik und ist Teil Polochic-Motagua-Verwerfungssystems (PMFS): Hier trifft die Karibische Platte auf die Nordamerikanische Platte. Die Nordamerikanische Platte bewegt sich von der Karibik-Platte weg, so entstand der See – ein sogenanntes „Pull-apart-Becken“. Der See bildete sich wahrscheinlich im frühen Miozän, vor etwa 20 Millionen Jahren.

## Fauna und Flora
Einige Gebiete rund um den See sind als Naturschutzgebiete und als Nationalpark ausgewiesen, Teile des Sees stehen seit 2004 unter Schutz. Am Westufer liegt der Naturpark Parque Natural Bocas Del Polochic. Im Osten liegt am Seeausfluss der Nationalpark Rio Dulce.

### Flora
An der Küste des Sees befindet sich feuchter bis sehr feuchter tropischer Regenwald mit der üblichen Vegetation, sofern er nicht zu Gunsten von Landwirtschaft und Siedlungen gerodet wurde. Der See selbst ist, bedingt durch die Windrichtung und der Überdüngung seiner Ufer an seiner östlichen Seite stark von Wasserhyazinthen beeinträchtigt. Im See wachsen daneben noch 24 verschiedene Wasserpflanzen.

### Fauna
Im See leben mindestens drei endemische Fischarten sowie rund 30 weitere Arten, 280 Vogelarten und eine große Vielfalt an Amphibien und Reptilien. Da sich das Seebecken in den Naturschutzgebieten des Landes befindet, werden viele der dort lebenden Arten gemäß der vom Nationalen Rat der Schutzgebiete -CONAP- (Unipesca/Aeci, 2004) veröffentlichten Roten Liste vom Staat geschützt.

### Fische
Am spektakulärsten ist das Vorkommen der Bullenhaie (Carcharhinus leucas), dessen Verbreitung stark gefährdet ist. Endemisch ist eine Meeräschenart, die von den Einheimischen Tepemechín (Agonostomus monticola) genannt wird. Wichtige Speisefische von ökonomischer Bedeutung sind der echte Salmler (Astyanax aeneus), am See Pepesca genannt; Snooks (Centropomus ensiferus), auch als Robalito bekannt sowie die größere Art Robalo (Centropomus undecimalis) und der Atlantische Tarpun (Megalops atlanticus), der als Sábalo als besondere Spezialität gilt.
Des Weiteren leben unter anderen noch Mojarras (Eugerres plumieri); eine Stachelmakrelenart (Oligoplites palometa), die Zapatera genannt wird; der Guapote Tigre (Parachromis motaguensis), ein Buntbarsch; die Großkopfmeeräsche (Mugil cephalus), als Liseta bekannt, der Schwarzgürtelbuntbarsch (Vieja maculicauda), der Pupo oder Costa-Rica-Molly (Poecilia gillii), der Ronco, eine Pomadasys-Art (Pomadasys crocro) sowie eine nur in Guatemala vorkommende Brycon-Art (Brycon guatemalensis) im Lago de Izabal.
Auch mehrere Welsarten bevölkern den See, so der guatemaltekische Kreuzwels (Hexanematichthys guatemalensis), der Guatemala-Wels (Rhamdia guatemalensis) und der Westamerikanische Kreuzwels (Ariopsis seemanni), der hier Quixque genannt wird.
Als Fisch für die Aquakultur wurde der aus Afrika stammende Nilbuntbarsch (Oreochromis niloticus) eingesetzt, den die Fischer Tilapa nennen.

### Weitere Seebewohner
- Am spektakulärsten ist das Vorkommen der Rundschwanzseekühe. Die Population der Karibik-Manati (Trichechus manatus) ist jedoch stark gefährdet und steht unter strengem Schutz.
- Ebenso stark gefährdet ist der Krokodilkaiman (Caiman crocodilus), der überwiegend am Südufer beheimatet ist.
- An Krebstieren sind vor allem die Weißbeingarnele (Litopenaeus vannamei) und die Blaukrabbe (Callinectes sapidus) zu nennen.
- der See ist auch Nist- und Rastplatz für zahlreiche Vogelarten wie Reiher und Pelikane.

## Umweltverschmutzung
Das Schweizer Unternehmen Solway Group betreibt in El Estor am Izabal-See die Nickel-Tagebaugrube Fénix.
2017 kam es zur ersten großen Verschmutzung des Lago de Izabal, als vermutlich der Auslasskanal der Mine nach starken Regenfällen überlief und ihn teilweise rot (durch das Eisen verursacht) färbte.
Das Wasser des Sees wird durch Chrom, das als Nebenprodukt bei der Nickel-Isolierung anfällt, verschmutzt. Gesundheitliche Risiken bestehen ab einem Wert 90 Mikrogramm pro Gramm Sediment; im See finden sich Werte von 580 bis 2.800 Mikrogramm pro Gramm Sediment (Messung von 2017). Als weitere Schadstoffe lassen sich überhöhte Werte von Aluminium, Eisen und Nickel nachweisen. Es kam zu einer massiven Reduktion einheimischer Fischarten und Rundschwanzseekühen; die Fische sind stark mit Schwermetall belastet und lassen sich kaum verkaufen.
Die durch den Tagebau in El Estor verursachte Staubentwicklung verschmutzt die Luft extrem. Durch Winde und Regen landet der Nickelstaub früher oder später im Lago de Izabal und schädigt auch dort Fauna und Flora. Die Nickelkonzentration im Feinstaub lag 2022 in der Nähe der Mine laut Experten zwischen 150 und 800 Nanogramm. Der in der Europäischen Union zulässige Höchstwert liegt bei 20 Nanogramm. Vermehrt leiden Menschen, die in der Nähe der Mine wohnen, unter Hautausschlägen und Atemproblemen wie Asthma und Bronchitis.
Die Ergebnisse der chemischen, biologischen und Phytoplankton-Analyse aus dem Jahr 2003 zeigen, dass der Izabal-See aufgrund der hohen Nährstoffgehalte (Phosphor und Stickstoff) und der Anwesenheit von Phytoplankton-Organismen, die als Indikatoren für die Eutrophierung des Sees bekannt sind, in seinem Wasser ein eutropher See ist. Die Verschlechterung des Beckens des Izabal-Sees zeigt sich in hohen Nährstoffgehalten, die durch Entwaldung und schlechte landwirtschaftliche Praktiken im gesamten Becken verursacht werden, sowie durch direkte Einleitung von unbehandeltem Abwasser in die Flüsse und den Izabal-See. Die Nebenflüsse des Sees Izabal und des Rio Dulce sowie die diese Gewässer umgebenden Dörfer wurden als Hauptverschmutzungsquellen identifiziert, die eine mehrfache Bedrohung für die Artenvielfalt des Flusses und für die Feuchtgebiete im Biotopo Chocón Machacas in Rio Dulce darstellen.
Staatliche Untersuchungen der Seebehörde berichten von einer Verbesserung der Wasserqualität von 2005 bis 2011. Angeblich wurden keine erhöhten Phosphatwerte mehr festgestellt.

## Kultur
Am Ausfluss des Sees im Osten befindet sich das spanische Castillo de San Felipe de Lara aus dem 17. Jahrhundert.
Ungefähr zehn Kilometer Luftlinie vom Südufer entfernt liegen die präkolumbianischen Ruinen der Maya-Stadt Quiriguá.

## Kurioses
Ein Laien-Forscher behauptete nach der Entzifferung des Dresdner Maya-Codex, dass hier die alte Maya-Hauptstadt Atlan lag, die um 666 vor Christus im See versunken sei. In der Stadt befanden sich angeblich über 2100 Tafel aus Gold mit einem Gewicht von bis zu acht Tonnen. Immer wieder tauchten und tauchen Personen auf, die den Schatz aus dem Grund des Sees heben wollen. Wissenschaftliche Forschungen sehen keinen Wahrheitsgehalt in der Geschichte.

## Bilder

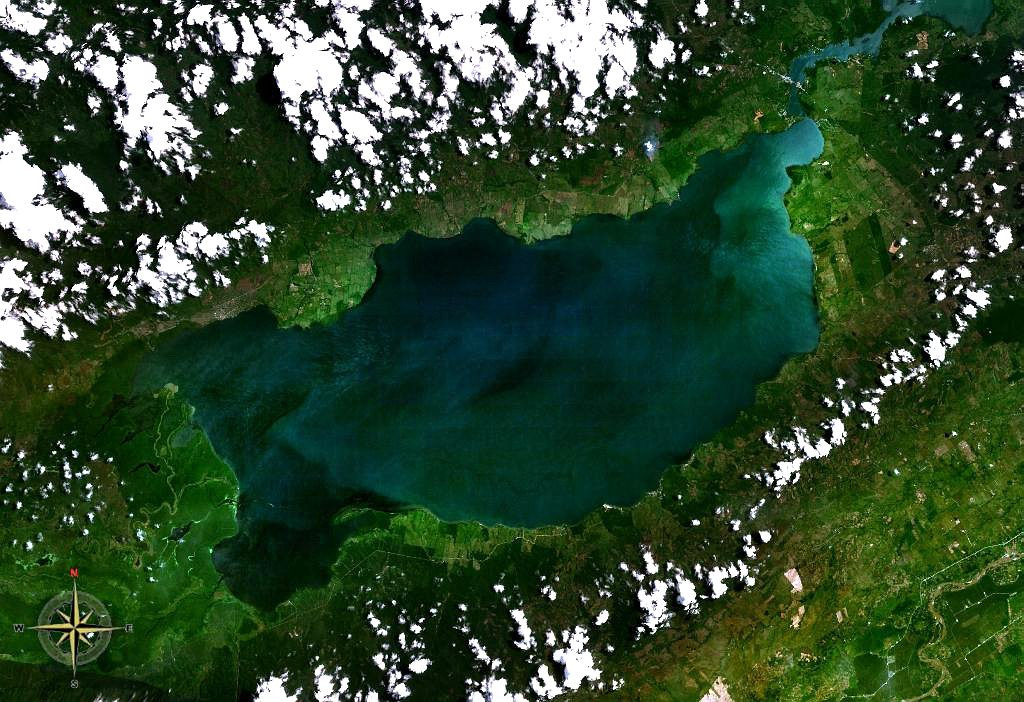
Satellitenbild des Sees
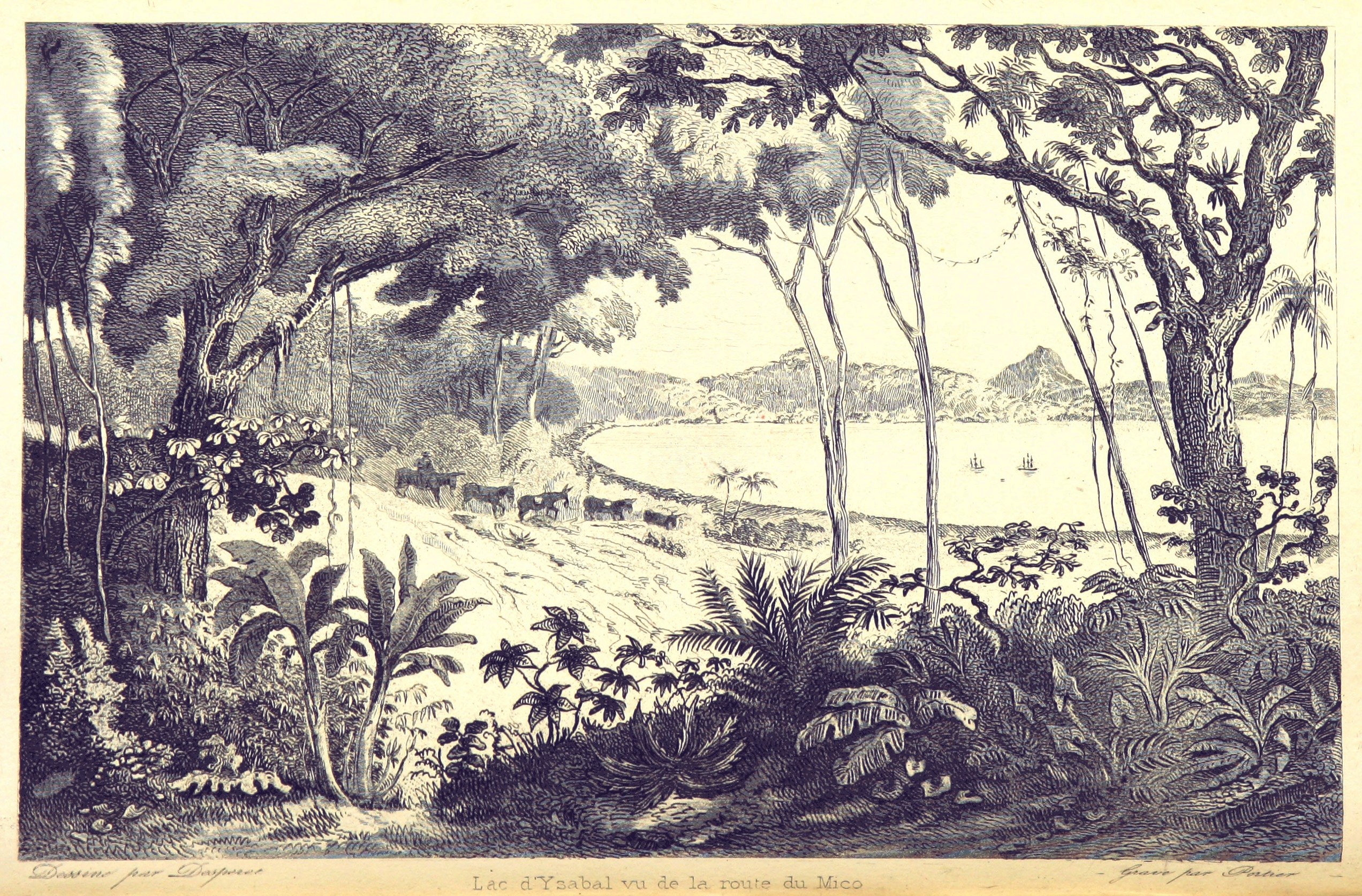
Lago Izabal um 1840
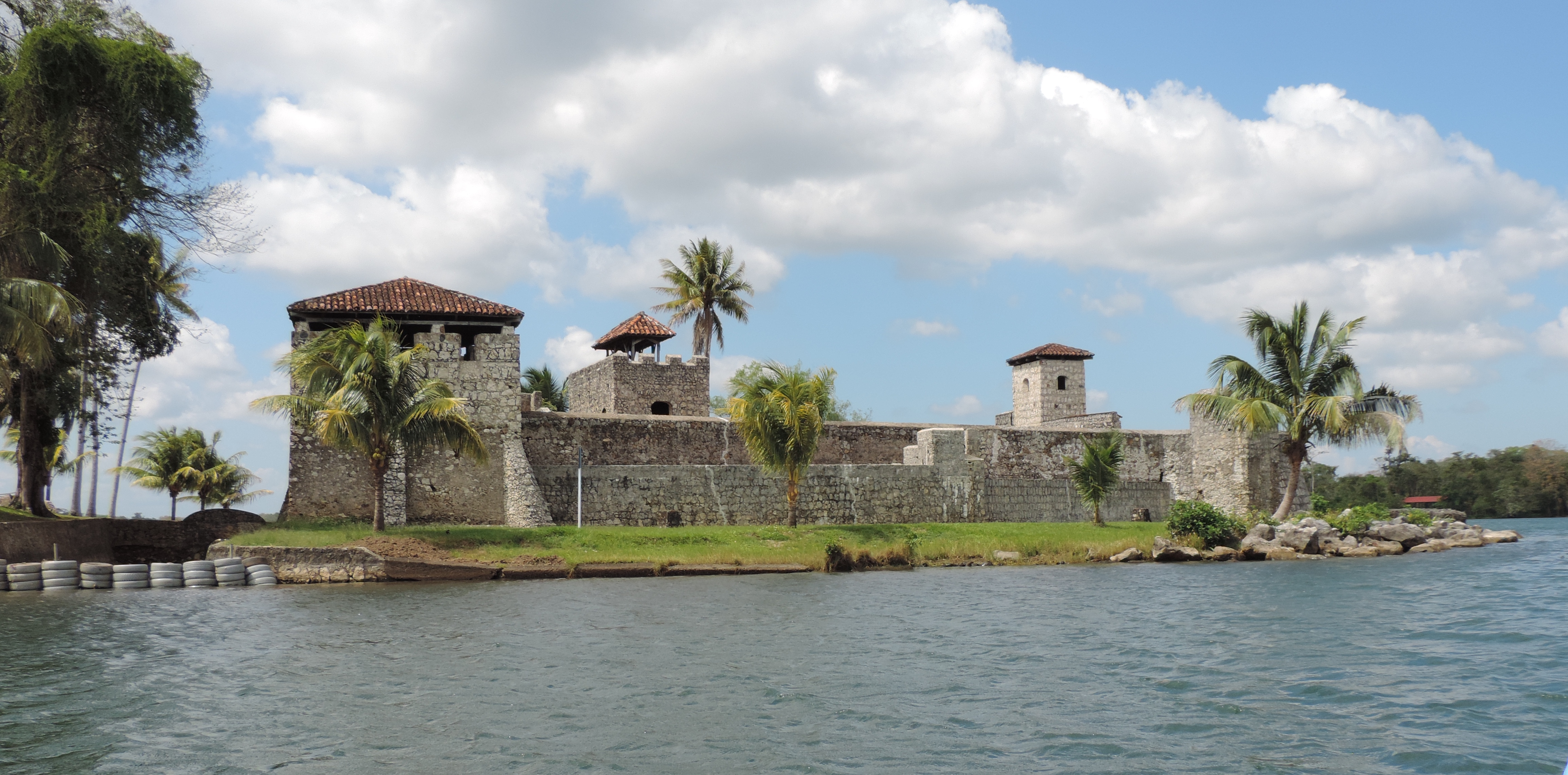
Castillo de San Felipe de Lara
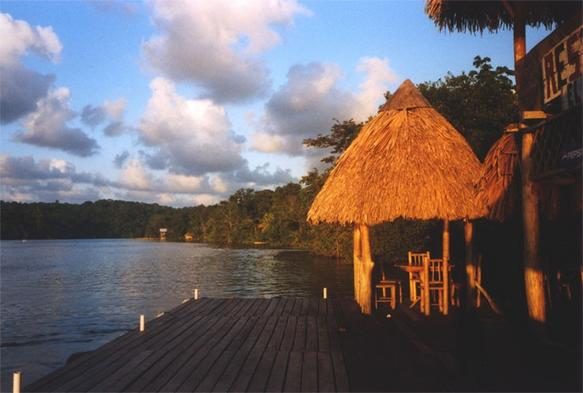
Hotel am Seeufer